# 26074 Carlwirtz
26074 Carlwirtz (1977 TD) là một tiểu hành tinh bay qua Sao Hỏa được phát hiện ngày 8 tháng 10 năm 1977 bởi H.-E. Schuster ở Đài thiên văn Nam Âu.